# Láska se vrací
Láska se vrací je páté studiové album Světlany Nálepkové nahrané v Studio TOFA. Album vyšlo v únoru roku 2008. Je složené z několika českých verzí textů francouzských písní ale také písní s hudbou Lumíra Olšovského a Jiřího Toufara. Hudební aranžmá vytvořil Blue Angel Memory Band Jiřího Toufara.

## Seznam skladeb
1. Nechci ti vzít tvůj plán (J'ai tout quitté pour toi) český text; Václav Kopta 03:44
2. Náruč (Je voudrais la connaître) český text; Gabriela Tomášovová 04:09
3. Nevěrná (Jiří Toufar/Václav Kopta) 03:45
4. Sama (Lumír Olšovský/Lumír Olšovský) 03:44
5. Tvůj, tvůj (Tout) český text; Gabriela Tomášovová 04:19
6. Už je po všem, lásko (Si tu m'aimes) český text; Václav Kopta 04:39
7. I když mám světlo ve jméně (Jiří Toufar/Pavel Žižka) 03:56
8. Tam na předměstí (Complainte du la butte) český text; Václav Kopta 03:13
9. Náš první byt (Jiří Toufar/Václav Kopta) 03:11
10. Černý orel (L'aigle noir) český text; Jiří Dědeček 05:05
11. Tvůj kříž (Chanson simple) český text; Václav Kopta 03:22
12. Tvá svatá válka (Jiří Toufar/Václav Kopta) 03:22
13. Píseň starých milenců (La Chanson des vieux amants) český text; Jiří Dědeček 04:22
14. Víc se snaž (Quand j'ai peur de tout) český text; Václav Kopta 04:21
15. Černý orel (L'aigle noir) – duet s Bohušem Matušem 05:01